# Elmer City (Washington)
Elmer City je gradić u američkoj saveznoj državi Washington. Prema popisu stanovništva iz 2010. u njemu je živjelo 238 stanovnika.